# ریوند (ربع)
رِیوَنْد (به اوستایی: رَئِوَنْت) به معنای «دارنده جلال و شکوه و فروغ»؛ نام یکی از بخش‌های چهارگانه نیشابور؛ این بخش‌ها که «ربع» نامیده می‌شده‌اند عبارتند از: ربع شامات، ربع ریوند، ربع مازل، ربع بشتفروش. «معدن فیروزه نیشابور» از نقاط شناخته شده ناحیه ریوند است. این ناحیه با جای‌نام‌های یاد شده در متون مزدیسنایی و تاریخی همچون: شهر ریوند، دریاچه ریوند، کوه ریوند و آتشکده آذر برزین‌مهر دارای ارتباط و پیوستگی جغرافیایی، تاریخی و فرهنگی است.

## وضعیت و ویژگی‌ها

### وضعیت آبادانی و آبادی‌ها
محمد مقدسی، جغرافیدان قرن چهارم هـ. ق، ریوند را ربعی پاکیزه و والا با تاکستان‌های بسیار و انگورهای نیکو و میوه‌های خوب معرفی کرده است. ابوعبدالله حاکم، تاریخنگار قرن ۴هـ. ق، تعداد آبادی‌ها (روستاهای) این ناحیه را بیش از پانصد دانسته که هر یک، دست‌کم یک قنات داشته‌اند و حتی در برخی روستاها تعداد قنات‌ها به پنج می‌رسیده این توصیف‌ها نشانگر رونق و آبادانی و همچنین فراوانی روستاهای و سکونتگاه‌ها در این ناحیه است.

### شناسه‌های اقلیمی و فرهنگی

#### شهر ریوند و معدن فیروزه
ربع ریوند، به مهم‌ترین آبادی خود که به همین نام (رِیْوَنْد) خوانده می‌شد، منسوب بود و این آبادی، مرکز ناحیه رِیْوَنْد بود. شهر ریوند، در شمال غربی نیشابور، که در مسیر راه نیشابور به مهرجان (یا مهرگان) و اسفراین واقع بود و بر اساس مسافت‌شمار قدیم، از شهر نیشابور، یک مرحله، فاصله داشت. شایان گفتن است که «معدن فیروزه نیشابور» نیز در ناحیه ریوند قرار داشته و از شناسه‌های این ناحیه به‌شمار می‌آید.

#### جایگاه برزین‌مهر
کوه ریوند که در نزدیکی شهر ریوند (یا در برخی منابع؛ قریه یا روستای ریوند) قرار داشته؛ از دیدگاه برخی ایرانشناسان همچون هوتوم-شیندلر و مارکورات به عنوان جایگاه آتشکده معروف آذربرزین‌مهر مطرح شده است. ابراهیم پورداود، اوستاشناس، دربارهٔ ریوند و پیوند آن با برزین‌مهر چنین نوشته است: «ریوند یکی از شهرهای معروف نیشاپور یا ابرشهر بوده؛ ابن رُسته می‌نویسد: ابرشهر دارای ۱۳ رستاق (معرب از روستاک پهلوی) و چهار طسّوج (معرب از تسوک پهلوی؛ در فارسی: تسو) یعنی محل است. ریوند یکی از آن چهار طسوج است. این شهر بخصوصه بواسطه آذر برزین‌مهر که یکی از سه آتشکده معروف ایران قدیم بوده شهرت داشت. مانند آذرگشب شیز (در آذربایجان) و آذرفرن‌بغ کاریان (در فارس)، بسیار متبرک و زیارتگاه بود.»

## مشاهیر و بزرگان
ابوعبدالله حاکم، قرن چهارم هجری، از سه تن مشایخ مؤلف حدیث‌نگار ریوند به نام‌های ابراهیم بن احمد بن محمد بن عبدالله ریوندی، سهل بن احمد بن سهل ریوندی -ابوسعید مزکّی- و محمد بن احمد بن هارون ریوندی -ابوبکر شافعی نیشابوری- یاد کرده است. همچنین یاقوت حموی، در کتاب خود دربارهٔ دو تن از دانشورزان ریوند؛ أبوسعید سهیل بن أحمد بن سهل الریوندی النیسابوری (دانشمند علوم حدیث، متوفی ۳۵۰ق) و محمد بن الحسن بن علی بن عبدالرحمن ابن التیلویه أبوالفضائل المعینی الریوندی الفجکشی (دانشمند لغت‌شناس و ادیب، متوفی ۵۳۷ق) نوشته است. همچنین حاکم، سه تن دیگر از اهالی سرشناس ریوند را چنین یاد می‌کند: «در اولِ اسلام، حکّام ماوراءالنهر، سه برادر بودند: محمد و عطریف و مسیّب، هر سه از ریوند. هر یک، در آن مملکت، درم و دینار بسیار زدند و آثار آن پیداست.»

## حدود و وسعت
چنان‌که در تعلیقات تاریخ الحاکم آمده است: ربع‌های نیشابور، از مرکز شهر (مسجد جامع) در جهت صحرا و کوه، به چهار طرف، کشیده می‌شده است. حدود ربع ریوند نیز از مسجد جامع در مرکز شهر، آغاز می‌شده و با گسترش در درازای سیزده‌فرسنگی به سوی غرب شهر نیشابور، به قریه احمدآباد در مرز بیهق (در غرب نیشابور) می‌رسیده. پهنای ناحیه ربع ریوند، پانزده فرسنگ و از مرز توس (در شمال شرقی نیشابور) تا مرز بُست (یا کاشمر کنونی، در جنوب نیشابور) بوده است.

## پانوشت‌ها
1. ↑  «یادداشت‌ها»، اوستا؛ کهن‌ترین سرودها و متنهای ایرانی، گزارش و پژوهش جلیل دوستخواه، ج. ۲، تهران: مروارید، ۱۳۷۵، ص. ص۹۹۰
2. ↑  ابوعبدالله حاکم نیشابوری (۱۳۷۵)، تاریخ نیشابور، ترجمهٔ ترجمه محمد بن حسین خلیفه نیشابوری، با مقدمه و تصحیح و تعلیقات محمدرضا شفیعی کدکنی، تهران: آگه، ص. ص۲۱۴، ۲۸۲
3. ↑  شمس‌الدین ابی عبدالله محمد مقدسی (۱۹۰۶)، احسن‌التقاسیم فی معرفةالاقالیم، بیروت: دارصادر، ص. ص۳۰۰
4. 1 2  شمس‌الدین ابی عبدالله محمد مقدسی (۱۹۰۶)، احسن‌التقاسیم فی معرفةالاقالیم، بیروت: دارصادر، ص. ص۳۲۶
5. ↑  یشت‌ها، ج. ۲، ترجمهٔ تفسیر و تألیف ابراهیم پورداود، تهران: اساطیر، ۱۳۷۷، ص. ص۳۳۰–۳۳۱
6. ↑  سیدحسن مجتبوی (۱۳۹۱)، فرهنگ جغرافیای تاریخی نیشابور، نیشابور: دانشگاه آزاد اسلامی، ص. ص۱۱۹–۱۲۰ از پارامتر ناشناخته |نویسنده همکار= صرف‌نظر شد (کمک)
7. ↑  جهانگیراوشیدری (۱۳۷۱)، دانشنامه مزدیسنا، تهران: نشر مرکز، ص. ص۷۰
8. ↑  تألیف شمس‌الدین ابی عبدالله محمد مقدسی (۱۹۰۶)، احسن‌التقاسیم فی معرفةالاقالیم، بیروت: دارصادر، ص. ص۳۱۶–۳۱۷
9. ↑  ابوعبدالله حاکم نیشابوری (۱۳۷۵)، تاریخ نیشابور، ترجمهٔ ترجمه محمد بن حسین خلیفه نیشابوری، با مقدمه و تصحیح و تعلیقات محمدرضا شفیعی کدکنی، تهران: آگه، ص. ص۲۱۴
10. ↑  ابوعبدالله حاکم نیشابوری (۱۳۷۵)، تاریخ نیشابور، ترجمهٔ ترجمه محمد بن حسین خلیفه نیشابوری، با مقدمه و تصحیح و تعلیقات محمدرضا شفیعی کدکنی، تهران: آگه، ص. ص۲۱۴، ۲۸۲
11. ↑  شمس‌الدین ابی عبدالله محمد مقدسی (۱۹۰۶)، احسن‌التقاسیم فی معرفةالاقالیم، بیروت: دارصادر، ص. ص۳۵۲
12. ↑  دانشنامه ایران، ج. ۲، تهران: مرکز دائرةالمعارف بزرگ اسلامی، ۱۳۸۶، ص. ص۵۹ از پارامتر ناشناخته |نویسنده همکار= صرف‌نظر شد (کمک)
13. ↑  یشت‌ها، تفسیر و تألیف ابراهیم پورداود، ج. ۲، تهران: اساطیر، ۱۳۷۷، ص. ص۳۳۰–۳۳۱
14. ↑  تاریخ نیشابور، نوشته ابوعبدالله حاکم نیشابوری، ترجمه محمد بن حسین خلیفه نیشابوری، با مقدمه و تصحیح و تعلیقات محمدرضا شفیعی کدکنی، تهران: آگه، ۱۳۷۵، ص. ص ۱۶۳، ۱۵۵، ۱۷۴
15. ↑  شهاب‌الدین أبی عبدالله یاقوت بن عبدالله الحموی الرومی البغدادی (۱۹۷۹)، معجم البلدان، بیروت: دار احیاء الثراث العربی، ص. ج۳، ص۱۱۵؛ ج۴، ص۲۳۶
16. ↑  ابوعبدالله حاکم نیشابوری (۱۳۷۵)، تاریخ نیشابور، ترجمهٔ محمد بن حسین خلیفه نیشابوری، با مقدمه و تصحیح و تعلیقات محمدرضا شفیعی کدکنی، تهران: آگه، ص. ص۲۱۵
17. ↑  تاریخ نیشابور، نوشته ابوعبدالله حاکم نیشابوری، ترجمه محمد بن حسین خلیفه نیشابوری، با مقدمه و تصحیح و تعلیقات محمدرضا شفیعی کدکنی، تهران: آگه، ۱۳۷۵، ص. ص ۲۸۲
18. ↑  عبدالکریم سمعانی (۱۹۱۲)، الانساب، لیدن: بریل، مؤسسه اوقاف گیپ، ص. رویه ۲۶۶a-۲۶۵b از پارامتر ناشناخته |نویسنده همکار= صرف‌نظر شد (کمک)

## فهرست منابع
- «احسن‌التقاسیم فی معرفةالاقالیم»، تألیف شمس‌الدین ابی عبدالله محمد مقدسی بیروت: دارصادر، ۱۹۰۶م.
- «الانساب»، تألیف عبدالکریم سمعانی، اعتنی بنشره د.س. مرجلیوث، لیدن: بریل، مؤسسه اوقاف گیپ، ۱۹۱۲م.
- «اوستا؛ کهن‌ترین سرودها و متنهای ایرانی»، گزارش و پژوهش جلیل دوستخواه، تهران: مروارید، ۱۳۷۵.
- «تاریخ نیشابور»، ابوعبدالله حاکم نیشابوری، ترجمه محمد بن حسین خلیفه نیشابوری، با مقدمه و تصحیح و تعلیقات محمدرضا شفیعی کدکنی، تهران:آگه، ۱۳۷۵.
- «جغرافیای تاریخی نیشابور»، نوشته سیدحسن مجتبوی، جواد محقق نیشابوری و حسن نظریان، نیشابور: دانشگاه آزاد اسلامی، ۱۳۹۱.
- «دانشنامه ایران»، زیر نظر کاظم موسوی بجنوردی، تهران: مرکز دائرةالمعارف بزرگ اسلامی، ۱۳۸۶.
- «دانشنامه مزدیسنا»، جهانگیراوشیدری، تهران: نشر مرکز، ۱۳۷۱.
- «معجم البلدان»، شهاب‌الدین أبی عبدالله یاقوت بن عبدالله الحموی الرومی البغدادی، بیروت: دار احیاء الثراث العربی، ۱۹۷۹م.
- «یشت‌ها»، تفسیر و تألیف ابراهیم پورداود، تهران: اساطیر، ۱۳۷۷.